# Wereldbeker schaatsen 2014/2015 - Wereldbeker 6

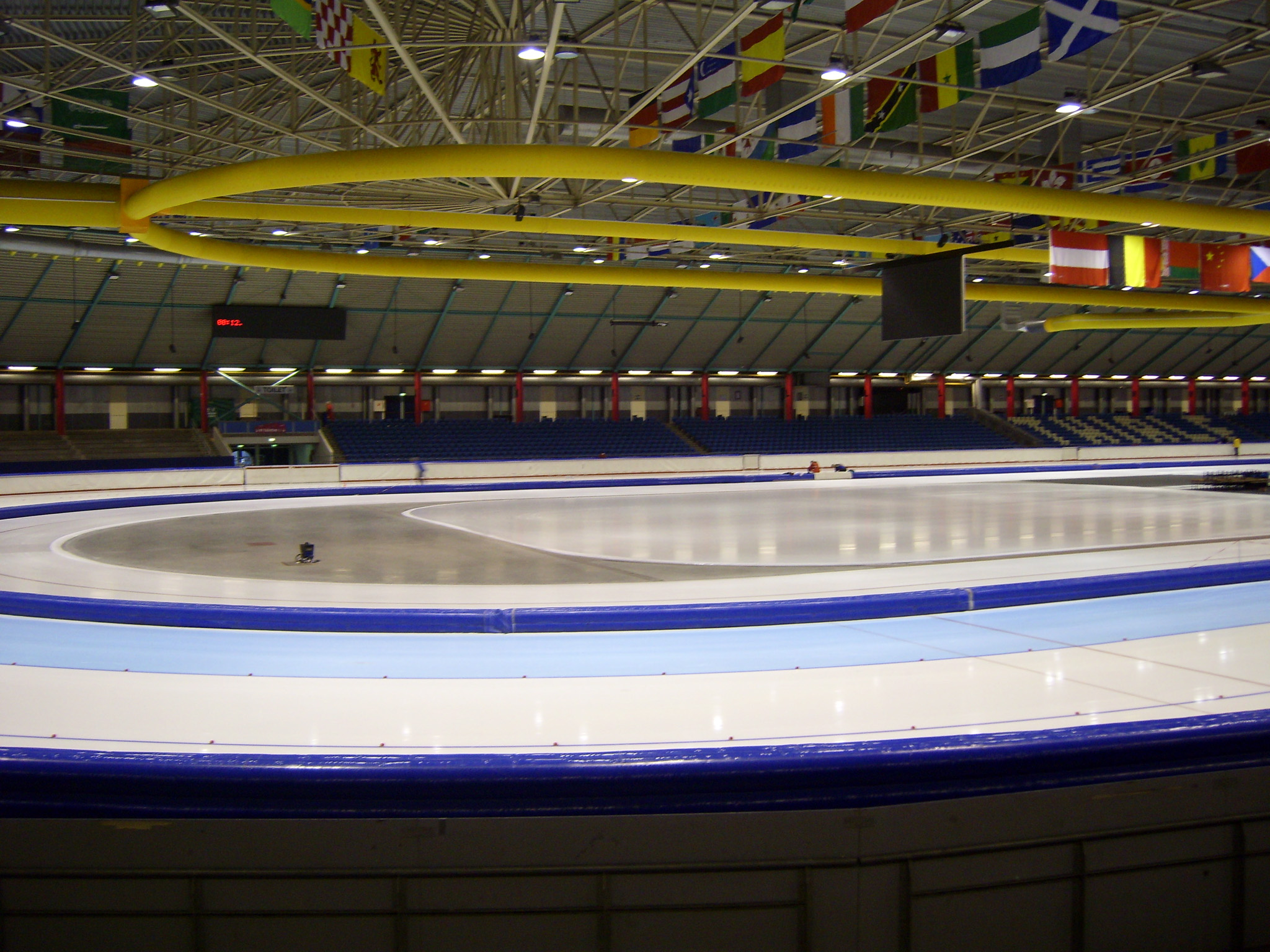
IJsstadion Thialf in Heerenveen

De Wereldbeker schaatsen 2014/2015 Wereldbeker 6 was de zesde wedstrijd van het wereldbekerseizoen 2014/2015 die plaatsvond op 7 en 8 februari 2015 op de ijsbaan Thialf in Heerenveen, Nederland.
Alleen de korte afstanden stonden op het programma. De wereldbekerwedstrijd stond verder in het teken van de plaatsing voor de wereldkampioenschappen schaatsen sprint 2015 in Astana drie weken later die grotendeels in dit weekend bepaald werd.

## Tijdschema
| Datum               | Onderdelen                                              |
| ------------------- | ------------------------------------------------------- |
| Zaterdag 7 februari | 500 m vrouwen 500 m mannen 1000 m vrouwen 1000 m mannen |
| Zondag 8 februari   | 500 m vrouwen 500 m mannen 1000 m vrouwen 1000 m mannen |

## Podia

### Mannen
| Wedstrijd | Goud                       | Tijd    | Zilver                     | Tijd    | Brons                      | Tijd    |
| 1e 500 m  | Pavel Koelizjnikov Rusland | 34,93   | Artur Waś Polen            | 34,97   | Nico Ihle Duitsland        | 35,11   |
| 2e 500 m  | Pavel Koelizjnikov Rusland | 34,62   | Mo Tae-bum Zuid-Korea      | 34,94   | Nico Ihle Duitsland        | 35,06   |
| 1e 1000 m | Kjeld Nuis Nederland       | 1.08,76 | Pavel Koelizjnikov Rusland | 1.08,97 | Nico Ihle Duitsland        | 1.09,06 |
| 2e 1000 m | Kjeld Nuis Nederland       | 1.08,81 | Pavel Koelizjnikov Rusland | 1.08,82 | Stefan Groothuis Nederland | 1.09,38 |

### Vrouwen
| Wedstrijd | Goud                                | Tijd    | Zilver                         | Tijd    | Brons                          | Tijd    |
| 1e 500 m  | Heather Richardson Verenigde Staten | 37,82   | Nao Kodaira Japan              | 38,14   | Brittany Bowe Verenigde Staten | 38,21   |
| 2e 500 m  | Judith Hesse Duitsland              | 38,19   | Lee Sang-hwa Zuid-Korea        | 38,21   | Thijsje Oenema Nederland       | 38,23   |
| 1e 1000 m | Heather Richardson Verenigde Staten | 1.14,87 | Brittany Bowe Verenigde Staten | 1.15,38 | Li Qishi China                 | 1.15,89 |
| 2e 1000 m | Brittany Bowe Verenigde Staten      | 1.15,63 | Marrit Leenstra Nederland      | 1.15,75 | Karolína Erbanová Tsjechië     | 1.15,98 |